# 伊塔卡兰比
伊塔卡兰比是巴西米纳斯吉拉斯州的一个市镇。总面积1252.074平方公里，总人口17626人，人口密度14.1人/平方公里。